# Nicole Robert (productrice)
Pour les articles homonymes, voir Nicole Robert et Robert.
Nicole Robert, née à Montréal, est une productrice québécoise de cinéma.

## Biographie
Graphiste diplômée des Beaux-Arts, fondatrice de l'entreprise de cinéma d'animation Animabec, elle rencontre Rock Demers et se joint à sa société, les Productions La Fête, pour produire La Guerre des tuques (1984), qui devient un grand succès au Québec. Elle rejoint ensuite la société de production Behaviour, puis crée sa propre maison, Go Films, en 2000.
Alternant les productions grand public (Karmina, Québec-Montréal, Horloge biologique, Sur le seuil, Les sept jours du Talion) et les films plus pointus (Laura Laur, Tout est parfait, Nelly), sans oublier des productions internationales (Les Roses de Matmata de José Pinheiro, Betty Fisher et autres histoires de Claude Miller), elle est considérée comme une «productrice incontournable du cinéma québécois».

## Filmographie
- 1984 : La Guerre des tuques d'André Melançon
- 1985 : Opération beurre de pinottes de Michael Rubbo
- 1986 : Les Roses de Matmata de José Pinheiro
- 1989 : Laura Laur de Brigitte Sauriol
- 1991 : Les naufragés du Labrador de François Floquet
- 1992 : Requiem pour un beau sans-cœur de Robert Morin
- 1994 : Windigo de Robert Morin
- 1996 : Karmina de Gabriel Pelletier
- 2000 : Saint Jude de John L'Ecuyer
- 2001 : Betty Fisher et autres histoires de Claude Miller
- 2001 Karmina 2 : de Gabriel Pelletier
- 2002 : Québec-Montréal de Ricardo Trogi
- 2003 : Sur le seuil d'Éric Tessier
- 2004 : Les Aimants, d'Yves P. Pelletier
- 2005 : Horloge biologique de Ricardo Trogi et Patrice Robitaille
- 2006 : Cheech de Patrice Sauvé
- 2008 : Tout est parfait d'Yves-Christian Fournier
- 2008 : Le Cas Roberge de Raphaël Malo
- 2009 : 1981 de Ricardo Trogi
- 2010 : Les Sept Jours du talion de Podz
- 2010 : Le Baiser du barbu d'Yves P. Pelletier
- 2010 : La Peur de l'eau de Gabriel Pelletier
- 2011 : L'Affaire Dumont de Podz
- 2014 : 1987 de Ricardo Trogi
- 2015 : Noir (NWA) d'Yves Christian Fournier
- 2015 : Anna de Charles Olivier Michaud
- 2016 : King Dave de Podz
- 2016 : Nelly d'Anne Émond
- 2018 : 1991 de Ricardo Trogi
- 2019 : Fabuleuses de Mélanie Charbonneau
- 2019 : Sympathie pour le diable de Guillaume de Fontenay[4]
- 2020 : Flashwood de Jean-Carl Boucher[5]

## Récompenses et distinctions
- 2017: prix Denis Héroux du Festival international de films Fantasia[2]